# Tombeau poétique
Le Tombeau poétique est un genre littéraire qui trouve ses origines dans les épitaphes grecques.

## Avant la Renaissance
Dès le début de l'humanité, on a honoré les morts et protégé leur dépouille mortelle des charognards ; les tombes les plus anciennes datent des hominidés : sépulture de Téviec (VIe millénaire av. J.-C.). Avec l'écriture, apparaissent des inscriptions funéraires sur les tombes, grecques par exemple, mais aussi des glyphes sur les tombes mayas.
Les épitaphes sont souvent gravées sur les tombes, mais quelques-unes se trouvent dans des anthologies : Callimaque de Cyrène dans l'Anthologie palatine Quelqu'un, ô Héraclite, m'a dit ton trépas ; Poèmes épigraphiques latins Carmina Latina Epigraphica.<
Au Moyen Âge, une des épitaphes poétiques les plus connues est la Ballade des pendus de François Villon, dont le titre exact est L’ÉPITAPHE EN FORME DE BALLADE QUE FEIT VILLON POUR LUY & SES COMPAGNONS, S’ATTENDANT A ESTRE PENDU AVEC EUX. De moins célèbres sont gravées dans la pierre, à Melle (Deux-Sèvres).

## À la Renaissance
Le tombeau poétique est un recueil collectif qu'on peut dire composé de plusieurs épitaphes. Les poètes y sont honorés et célébrés par leurs pairs ; le Tombeau poétique est aussi destiné à un roi, une reine, ou une personne proche de la famille royale.
- Tombeau de Joachim du Bellay Épitaphes sur le trespas de Joachim du Bellay Angevin, Poete Latin et Francois, Paris, Robert Estienne, 1560[7].
- Le Tombeau de P. de Ronsard gentilhomme vendômois[8].
- Tombeau de Marguerite de Navarre[9].
- Epitaphe sur le trespas du Roy Treschrestien Henri Roy de France, II de ce nom, en douze langues. À treshault et trespuissant prince Philippe Roy d'Espaigne. Aultres epitaphes par plusieurs Auteurs sur le trespas du mesme Roy[10].
- Recueil de vers latins et vulgaires de plusieurs poètes françoys composés sur le trespas de feu Monsieur le daulphin, 1536[11].

Ces tombeaux honorent aussi la mémoire d'un proche disparu. Camille de Morel dans un Tumulus (Tombeau) a composé des poèmes en mémoire de son père Jean de Morel, sa mère Antoinette de Loynes et ses sœurs Lucrèce et Diane ; elle a demandé la participation de poètes amis de ses parents.
La raison d'être de ces tombeaux était multiple ; rendre hommage à un disparu, célèbre ou proche ; montrer son érudition (les poèmes étaient rédigés en latin, grec, hébreu, traduits du latin en grec, du grec en latin ou en français -voir par exemple le Tombeau de Marguerite de Valois Royne de Navarre-) ; causer une émulation entre auteurs :

« Ces dernières lignes mettent en évidence l’intérêt réciproque dont pouvaient faire preuve les poètes dans le processus d’élaboration d’un Tombeau. Cet intérêt, qu’on peut bien sûr imputer à la curiosité intellectuelle, au plaisir de goûter et de faire goûter des vers en exclusivité, suggère néanmoins du même coup l’existence de conditions favorables à l’instauration d’un réel rapport d’émulation entre les collaborateurs. »

— Joël Castonguay-Bélanger : L'édification d'un Tombeau poétique : du rituel au recueil
se faire connaître pour obtenir une reconnaissance et parfois un mécénat :

« L’étude de quatre ouvrages à la mémoire d’Hugues Salel (1554), Jean de La Péruse (1555), Henri II et du Bellay (1560) et Ronsard (1586) fait apparaître une double motivation chez les organisateurs de ce type d’hommage : sociale (attirer l’attention de protecteurs influents, susceptibles d’employer eux-mêmes leurs compétences ou de les introduire à la Cour) et littéraire (bénéficier de l’autorité du défunt en détournant à leur profit le capital symbolique accumulé par ce dernier ; afficher leur appartenance au groupe des poètes reconnus et dans certains cas, rémunérés). »

— Amaury Flegès : Les tombeaux littéraires en France à la Renaissance, 1500-1589

## Désuétude
Lors des périodes baroque, précieuse et au siècle des Lumières, les Tombeaux vont tomber en désuétude, remplacés par des Consolations, ou des épigrammes plus ou moins caustiques :
- Consolation à Monsieur du Perrier, par François de Malherbe
- Consolation à Monseigneur de Bellegarde sur la mort de M. de Termes, son frère, par Honorat de Bueil de Racan
- Contre Voltaire d'Alexis Piron :
Sur l’auteur dont l’épiderme
Est collé tout près des os,
La Mort tarde à frapper ferme,
De peur d’ébrécher sa faux.

Tandis que les épitaphes perdurent (Henriette de la Suze Sur un gros poète, Épitaphe), les Romantiques s'épancheront dans des élégies : Victoire Babois
Élégies sur la mort de sa fille âgée de 5 ans ; Alfred de Musset Lucie, élégie ; Consolation de Sully Prudhomme.

## Renaissance du genre
À la fin du XIXe siècle le Tombeau poétique réapparaît sous sa forme collective de la Renaissance (à la différence que la seule langue y est le français) ; ainsi le Tombeau de Charles Baudelaire.
Le Tombeau de Théophile Gautier réunit plus de quatre-vingt poètes.
Le Tombeau d'Edgar Poe, n'a qu'un seul auteur, Stéphane Mallarmé.
Cette tradition d'un monument poétique se poursuit au XXe siècle :
Tombeau de Gérard Philipe de Henri Pichette, Quelque chose noir de Jacques Roubaud, où celui-ci revient sur l'expérience du deuil de sa femme Alix Cleo Roubaud ; ou encore La Mort de l'aimé de Jean Ristat, où celui-ci, sous le signe de Marceline Desbordes-Valmore, autrice des Pleurs, va placer sa voix dans l'expérience du deuil de son compagnon Philippe. Nancy Huston publie Tombeau de Romain Gary (1995), hommage lucide à l’écrivain.
Un autre exemple de tombeau poétique, celui à Jean Sénac proposé par le poète Hélios Radresa,.
Au XXe siècle, c'est Michel Deguy qui écrira un autre Tombeau de du Bellay
 ; pour Chantal Mauduit morte en pleine ascension au Népal, André Velter confie ses poèmes à la voix d'Alain Carré et au piano de François-René Duchâble.
Le Printemps des Poètes ouvre deux pages de Tombeaux poétiques d'auteurs contemporains. En 2015, Serge Pey, Tombeau pour un miaulement, poème critique et philosophique sur Mao Zedong (Gruppen). En 2018, Jean-Louis Rambour publie Tombeau de Christopher Falzone (Editions L'Herbe qui tremble) en hommage au jeune pianiste qui se suicida à Genève en 2014, à l'âge de 29 ans.